# 鑄幣
铸币是当今世界各国通用的造币形式之一。工匠往往预先按照设计样式，采用金属、冶炼、浇铸、成型、手工、制模，批量翻砂、铸造、打磨等方式制成；采用的金属原材料多种多样，主要有金、银、铜、铁、铅、锡、镍、铝、锌等。通过不同的金属原材料的冶炼方式，制造成金币、银币、铜币、铅币、铝币、镍币几大类。这几大类里又能根据不同的外观，细分几十种类别。铸币的外形有穿孔板币，元宝币，实心板币。
有文字记载以来的几千年前，铸币产生的那天起，就同时具有相应的时代性。从铸币上能更长久的保存时代的信息，这也产生了各种纪念币；在纸币出现以前，铸币是货币的主要形式。
贵金属如金银铸造的铸币称为金币或银币，可以直接进入金融兑换领域，实现货币的兑换。
据最近的考古研究，铸币的前身是贝币、骨币。在中国历史上，还出现铸造了一些货币外观的仅作为观赏的金属物，称作花币，比如金、银开元通宝；现代游戏街机的游戏换值币，也是一种铸币的形式。
同其他形式的货币一样，存在着盗铸也就是假币的问题。